# 钱家土家族乡
钱家土家族乡是中华人民共和国贵州省铜仁市德江县下辖的一个民族乡。

## 行政区划
钱家土家族乡下辖以下村级行政区划单位：
沙坝社区、朗溪村、平安村、观音滩村、钱家岩村、九岭村、大坪村、青龙村、黄土村、下层村、树坝村、田坝村、曹家村和梅家村。